# Daniel Bintz
Daniel Bintz (* 11. Oktober 1970) ist ein ehemaliger luxemburgischer Radrennfahrer und nationaler Meister im Radsport.

## Sportliche Laufbahn
Bintz war im Straßenradsport und im Querfeldeinrennen (heutige Bezeichnung Cyclocross) aktiv. 1999 gewann er die nationale Meisterschaft im Querfeldeinrennen. 1998 war er Vizemeister hinter Pascal Triebel geworden. Im Straßenradsport gewann er 1997 die nationale Meisterschaft im Straßenrennen vor Christian Poos. 2005 gewann er diesen Titel in der Klasse der Elitefahrer ohne Vertrag vor Jean-Pierre Serafini. In dieser Klasse wurde er 2005 auch Vizemeister im Einzelzeitfahren. 2004 wurde Bintz Zweiter im Etappenrennen Grand Prix François-Faber hinter William Grosdent.